# Karen Thatcher
Karen Elizabeth Thatcher (Bryn Mawr, 29 febbraio 1984) è un'ex hockeista su ghiaccio statunitense.

## Palmarès

### Olimpiadi
- Argento a Vancouver 2010.

### Mondiali
- Oro a Cina 2008.
- Oro a Finlandia 2009.

### Coppa delle 4 Nazioni
- Oro a Svezia 2011.